# Historia de un crimen: Colosio
Historia de un Crimen: Colosio es la Primera Temporada de una serie original de Netflix llamada «Historia de un Crimen», que narra el asesinato del Candidato a la Presidencia de la República Luis Donaldo Colosio Murrieta y su posterior investigación. La temporada fue lanzada conmemorando el 25 Aniversario del magnicidio en Lomas Taurinas, producida por  Dynamo, teniendo un total de 8 capítulos. El lanzamiento de ésta fue el día 22 de marzo de 2019, un día antes del aniversario del asesinato. En inglés, la emisión está denominada como Crime Diaries: The Candidate.
La serie fue dirigida por Hiromi Kamata y Natalia Beristain, y tuvo como protagonistas a Jorge A. Jiménez, Ilse Salas, Alberto Guerra, Gustavo Sánchez Parra, Jorge Antonio Guerrero, Martín Altomaro, Lisa Owen, Ari Brickman, Hernán del Riego, Enrique Arreola, entre otros más.

## Reparto
- Jorge A. Jiménez - Luis Donaldo Colosio
- Alberto Guerra - José Federico Benítez López
- Ilse Salas - Diana Laura Riojas de Colosio
- Ari Brickman - Carlos Salinas de Gortari
- Martín Altomaro - Raúl Salinas de Gortari
- Hernán del Riego - Ernesto Zedillo
- Pedro de Tavira - José Córdoba Montoya
- Juan Carlos Medellín - Manlio Fabio Beltrones
- Omar Medina - José Francisco Ruiz Massieu
- Marco Treviño - Miguel Montes García
- Everardo Arzate - Liébano Sáenz Ortiz
- Jorge Antonio Guerrero - Mario Aburto Martínez
- Norma Angélica - María Luisa Martínez de Aburto
- Enrique Arreola - Manuel Camacho Solís
- Alfonso Borbolla - Jacobo Zabludovsky
- Gustavo Sánchez Parra - Comandante David Rubí
- Leonardo Alonso - Pedro López Riestra
- Lisa Owen - Madre Antonia Brenner
- Diana Sedano - Esposa del Comandante Benítez
- Mariana Gajá - Úrsula
- Benny Emmanuel - José Luis Aburto

## Episodios
| N.º | Título                        | Dirigido por      | Escrito por                                           | Fecha de lanzamiento original |
| --- | ----------------------------- | ----------------- | ----------------------------------------------------- | ----------------------------- |
| 1   | «El Candidato»                | Hiromi Kamata     | Alejandro Gerber Bicecci, Itzel Lara & Rodrigo Santos | 22 de marzo de 2019           |
| 2   | «¿Quién fue?»                 | Hiromi Kamata     | Alejandro Gerber Bicecci                              | 22 de marzo de 2019           |
| 3   | «El Fiscal»                   | Hiromi Kamata     | Andrés Burgos & Rodrigo Santos                        | 22 de marzo de 2019           |
| 4   | «Bala Perdida»                | Hiromi Kamata     | Itzel Lara                                            | 22 de marzo de 2019           |
| 5   | «El Rejol»                    | Natalia Beristáin | Alejandro Gerber Bicecci                              | 22 de marzo de 2019           |
| 6   | «Yo lo maté»                  | Natalia Beristáin | Itzel Lara                                            | 22 de marzo de 2019           |
| 7   | «Bienvenido a Lomas Taurinas» | Natalia Beristáin | Alejandro Gerber Bicecci                              | 22 de marzo de 2019           |
| 8   | «Perdón y olvido»             | Natalia Beristáin | Itzel Lara                                            | 22 de marzo de 2019           |